# Bandera de Ibarra
La bandera de la ciudad de Ibarra y del Cantón Ibarra fue creada el 19 de septiembre de 1607 por Miguel de Ibarra (fundador de la ciudad y Presidente de la Real Audiencia de Quito), y fue adoptada oficialmente el 25 de junio de 1951 por la Municipalidad de San Miguel de Ibarra, durante la alcaldía del Dr. Alfonso M. Almeida. Se compone de un rectángulo de proporción 3:2 y consta de dos franjas horizontales de igual tamaño. En el centro de la bandera va el escudo de la ciudad.
- El cuartel superior es de color rojo.
- El cuartel inferior izquierdo es blanco.